# Marek Pavelec
Marek Pavelec (sinh năm 1989) là nghệ sĩ vĩ cầm độc tấu người Séc. Anh từng đoạt một số giải thưởng quốc tế và là học trò của Zakhar Bron.
Anh từng học tại Nhạc viện Pilsen và Đại học Âm nhạc Vienna trước khi trở thành học trò chính thức của Zakhar Bron ở Zurich, Thụy Sĩ. Anh cũng đã tham gia các Lớp học chuyên ngành (masterclass) của Julia Fischer và Ida Haendel.
Marek Pavelec là người giành chiến thắng trong Cuộc thi vĩ cầm Quốc tế Vaclav Huml ở Zagreb (2013), Cuộc thi Vĩ cầm Quốc tế Camillo Sivori ở Cosenza, Ý, và là người chiến thắng tại cuộc thi của Học viện Vaclav Hudecek ở Luhacovice (2010).
Với một sự nghiệp của nghệ sĩ độc tấu, Marek Pavelec đã biểu diễn trên toàn thế giới cùng với các dàn nhạc hòa tấu khác nhau (Dàn nhạc giao hưởng Pilsen, Dàn nhạc giao hưởng Bohuslav Martinu Zlin, Dàn nhạc thính phòng Bratislava, Dàn nhạc giao hưởng Karlsbad, Dàn nhạc Concert des Cites, Dàn nhạc thính phòng Barocco Semper Giovane, Dàn nhạc giao hưởng Cologneane Đại học, Dàn nhạc Phát thanh và Truyền hình Croatia ).